# Maria Restituta Kafka
Maria Restituta Kafka (1 de maio de 1894 – 30 de março de 1943) foi uma enfermeira austríaca de ascendência tcheca e também uma irmã religiosa das Irmãs Franciscanas da Caridade Cristã (Sorores Franciscanae a Caritate Christiana). Foi executada pelo governo na Áustria nazista, ela foi declarada mártir e beatificada pela Igreja Católica.

## Vida

### Infância
Ela nasceu Helena Kafková em (em alemão:  Hussowitz, então parte da Áustria-Hungria, agora parte de Brno, dentro da República Tcheca) em 1.º de maio de 1894, a sexta filha de Anton Kafka, sapateiro, e sua esposa, Maria Stehlík. Quando ela tinha dois anos, sua família mudou-se para o bairro de Brigittenau, em Viena, capital imperial, e lar de uma comunidade de migrantes tchecos, onde ela cresceu. Quando jovem, ela trabalhou primeiro como empregada doméstica e depois como vendedora em uma tabacaria. Em 1913, tornou-se enfermeira no hospital municipal do bairro Lainz da cidade.
Enquanto trabalhava como enfermeira, Kafka conheceu membros das Irmãs Franciscanas da Caridade Cristã (em alemão:  Franziskanerinnen von der christlichen Liebe) e entrou na congregação no ano seguinte, aos 20 anos. Ela recebeu o nome religioso de Maria Restituta, em homenagem à mártir Restituta. Após a conclusão do noviciado e a profissão de simples votos na congregação, ela voltou a trabalhar no Hospital Lainz, onde permaneceu até 1919. Enquanto trabalhava lá, ela promoveu a prática de medicina holística para os pacientes.
Em 1919, após a Primeira Guerra Mundial, Kafka foi transferida para um hospital na cidade suburbana de Mödling, tornando-se sua principal enfermeira cirúrgica. 

### Conflito e martírio

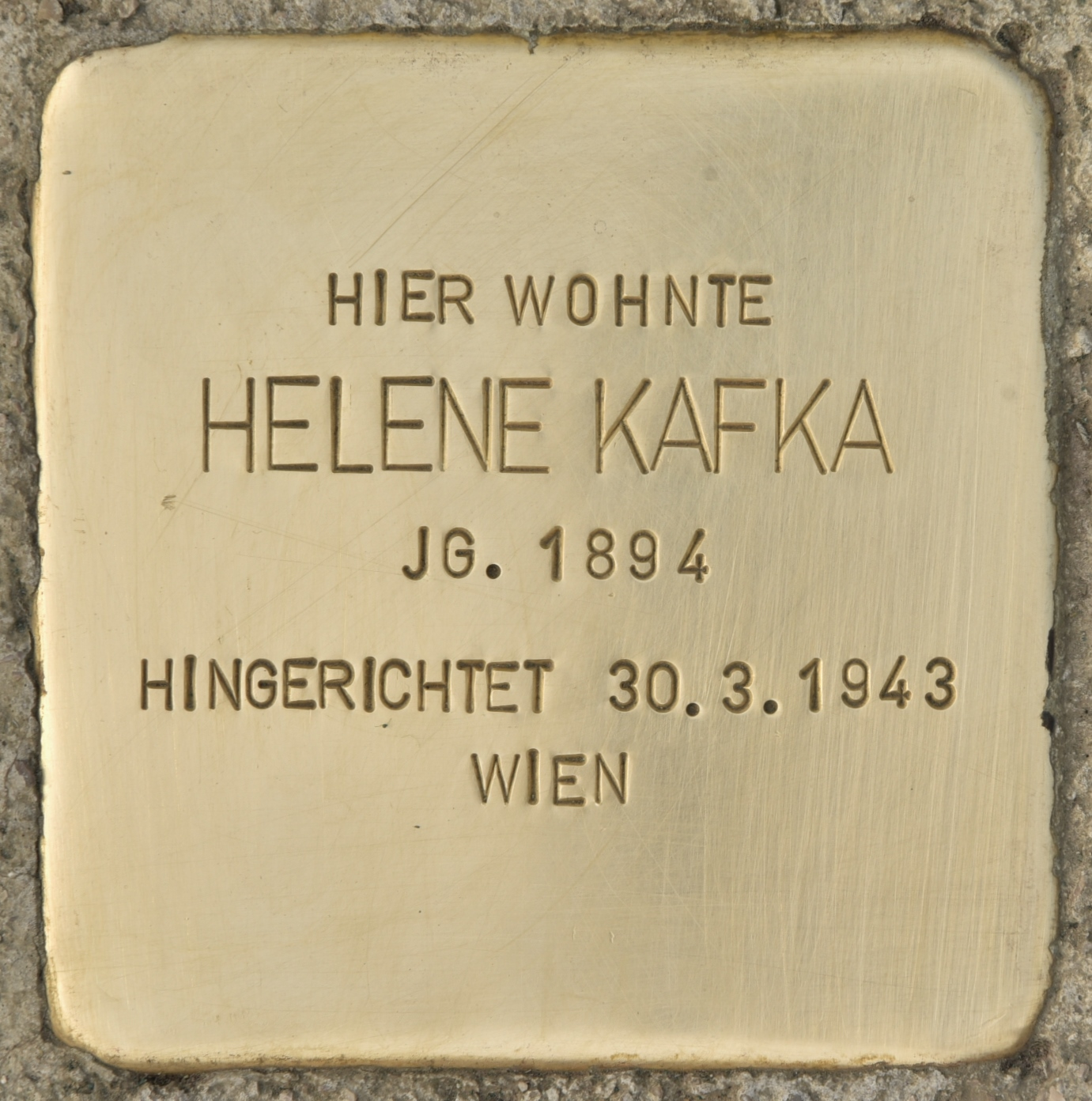
Stolpersteine para Kafka in Mödling

O hospital de Mödling não fora poupado dos efeitos do Anschluss de 1938, no qual a Alemanha anexou a Áustria. Kafka foi muito forte em sua oposição ao novo regime, que havia começado imediatamente a implementar as Leis de Nuremberg estabelecidas pelo Partido Nazista na Alemanha após a aquisição do poder. Um vienense não pode ficar de boca fechada, ela disse. Quando uma nova ala hospitalar foi construída, Kafka manteve a prática católica tradicional e pendurou um crucifixo em todos os quartos. As autoridades nazistas exigiram que as cruzes fossem retiradas, ameaçando sua demissão, mas ela recusou. Os crucifixos não foram removidos, nem Kafka, pois a comunidade franciscana disse que não poderia substituí-la.  
Kafka continuou sua crítica vocal ao governo nazista e vários anos depois foi denunciada por um médico que apoiou fortemente o regime. Na quarta-feira de cinzas de 1942 (18 de fevereiro daquele ano), ao sair da sala de operações, Kafka foi presa pela Gestapo e acusada, não apenas por pendurar os crucifixos, mas também por ter ditado um poema que zombava de Hitler. Em 29 de outubro de 1942, ela foi condenada à morte pela guilhotina pelo Volksgerichtshof por "favorecer o inimigo e a conspiração para cometer alta traição". As autoridades se ofereceram para libertá-la se ela deixasse o convento, mas ela recusou.
 

Quando um pedido de clemência chegou à mesa de Martin Bormann, chefe da Chancelaria do Partido Nazista, ele respondeu que a execução dela proporcionaria "intimidação efetiva" para outros que queiram resistir aos nazistas. Kafka passou o resto de seus dias na prisão, onde ficou conhecida por cuidar de outros prisioneiros. Durante esse período, ela escreveu em uma carta da prisão: 
 Não importa a que distância estamos separados de tudo, não importa o que seja tirado de nós: a fé que carregamos em nossos corações é algo que ninguém pode tirar de nós. Dessa maneira, construímos um altar em nossos próprios corações. 
 Kafka foi enviada à guilhotina em 30 de março de 1943. Ela tinha 48 anos. 

## Veneração
Em 21 de junho de 1998, por ocasião da visita do Papa João Paulo II a Viena, Kafka foi beatificada por ele. Ela foi a primeira mártir de Viena. 
Kafka, a única irmã religiosa a ser formalmente condenada à morte sob o regime nazista, foi comemorada em Roma na noite de 4 de março de 2013, na Basílica de San Bartolomeo all'Isola, na Ilha Tiberina, com uma liturgia da palavra em que o cardeal Christoph Schönborn presidiu. Durante o culto, as Irmãs Franciscanas da Caridade Cristã deram à basílica uma pequena cruz que Kakfa usara no cinturão de seu hábito religioso. A relíquia foi colocada na capela que lembra os mártires do nacional-socialismo.
Em homenagem a Kafka, a metade ocidental de Weyprechtgasse, uma pista que corre antes do Hospital Mödling, foi renomeada para Schwester-Maria-Restituta-Gasse. Também há um parque nomeado em sua homenagem em seu Husovice natal: Park Marie Restituty. 